# Stenobatyle gracilis
Stenobatyle gracilis là một loài bọ cánh cứng trong họ Cerambycidae.